# レヴェルトラプトル
レヴェルトラプトル（学名 Revueltoraptor）は、中生代後期三畳紀に生息していた獣脚類の恐竜の裸名。竜盤目獣脚亜目ヘレラサウルス科に属する。
記載論文は正式に出版されることがなかったため、この属および種は裸名である。標本は実際にはゴジラサウルスに属すると考えられる。
アメリカ・ニューメキシコ州クワイ郡のリーヴェルト川（Revuelto Creek）に産したことに因んで名付けられた。ヘレラサウルス科の恐竜は北米では珍しい。全長約1.5メートルで全体的にほっそりとしており、頑丈で無骨なヘレラサウルスと、華奢で優美なコエロフィシスの中間のような体型と特徴を備えていた。

## 特徴
二足歩行でおそらく肉食であった。体長2〜3m、体重150〜200kgでヘレラサウルスと同様に手には５本、足には４本の指があった。北米でのヘレラサウルス科は珍しく、超大陸時代にゴンドワナ大陸と陸続きになっていたためと思われる。

## 分類
種は現在までにR.lucasiが確認されている。南米のヘレラサウルスに近縁でサンユアンサウルス(Sanjuansaurus)と共にヘレラサウルス科(Herrerasauridae)に分類される。